# Oospila plurimaculata
Oospila plurimaculata är en fjärilsart som beskrevs av W. Warren 1907. Oospila plurimaculata ingår i släktet Oospila och familjen mätare. Inga underarter finns listade i Catalogue of Life.